# Джузеппе Піацці
Джузе́ппе Піа́цці (італ. Giuseppe Piazzi; 16 липня 1746, Понте-ін-Вальтелліна — 22 липня 1826, Неаполь) — італійський астроном, священик, член ордену театинців.

## Біографія
Освіту здобув в Турині і Римі, де вивчав філософію і богослов'я. У 1764 вступив в орден театінців (Мілан). У 1780 переїхав на Сицилію, щоб повністю присвятити своє життя астрономії та математиці, в тому ж році став професором математики в Палермському університеті. У 1787—1788 р. їздив до Парижу і Лондона для знайомства з роботою провідних європейських обсерваторій, після чого виступив з ініціативою створення обсерваторії в Палермо, яка була побудована на кошти герцога Караманіко. Будівництво обсерваторії в норманському палаці Палермо було завершено в 1791, Піацці очолював її до кінця життя. У 1817—1826 він одночасно очолював обсерваторію в Неаполі.
Спроектував великий півтораметровий вертикальний круг, який було виготовлено в Англії Д. Рамсденом і встановлено у Палермській обсерваторії. Склав два зоряних каталоги, в 1803 — «Praecipuarum stellarum inerantium positiones mediae ineunte seculo XIX», в 1814 — друге видання. Перше видання містило координати 6748 зірок, друге — 7646 зірок. Зіставляючи дані своїх спостережень з даними Лакайля і Майера, Піацці визначив власні рухи ряду зірок.
Першовідкривач астероїда Церери. 1 січня 1801 відкрив нове світило, орбіта якого, вперше обчислена Гаусом, виявилася між орбітами Марса і Юпітера. Піацці назвав нову планету Церерою на честь богині родючості та землеробства — покровительки Сицилії. У 1803 нагороджений Премією Лаланда Паризької Академії Наук. Іноземний почесний член Петербурзької АН (1805).
У його честь названий астероїд 1000 Піацці і кратер на Місяці.

## Публікації
- Della specula astronomica di Palermo libri quatro (Palermo, 1792)
- Sull'orologio Italiano e l'Europeo (Palermo, 1798)
- Della scoperta del nuovo planeta Cerere Ferdinandea (Palermo, 1802)
- Praecipuarum stellarum inerrantium positiones mediae ineunte seculo 19. ex observationibus habitis in specula Panormitana ab anno 1792 ad annum 1802. (Palermo, 1803)
- Præcipuarum stellarum inerrantium positiones mediæ ineunte seculo XIX ex obsrvationibus habitis in specula Panormitana ab anno 1792 ad annum 1813. (Palermo, 1814) PDF copie
- Codice metrico siculo (Catania, 1812)
- Lezioni di astronomia (Palermo, 1817) t. 1, t. 2
- Ragguaglio del Reale Osservatorio di Napoli eretto sulla collina di Capodimonte (Napoli, 1821).